# 伯德特 (阿肯色州)
伯德特（英語：Burdette）是一個位於美國阿肯色州密西西比縣的城鎮。

## 地理
伯德特的座標為35°49′08″N 89°56′35″W / 35.81889°N 89.94306°W，而該地的平均海拔高度為73米（即240英尺）。

## 人口
根據2020年美國人口普查的數據，伯德特的面積為1.91平方千米，皆為陸地。當地共有人口140人，而人口密度為每平方千米73人。